# 吴锦文
吴锦文（1944年—），男，山西长治人，中华人民共和国政治人物，曾任中共山西省委统战部部长，山西省政协副主席，第十届全国政协委员。